# Клопогон вонючий
Клопого́н воню́чий (лат. Cimicifuga foetida L) — многолетнее травянистое растение семейства Лютиковые (Ranunculaceae). По современной классификации относится к роду Воронец.
Другие названия: вонючка обыкновенная, Адамово ребро (нижние стебли очень похожи на рёбра), душной корень, клоповник.

## Морфология

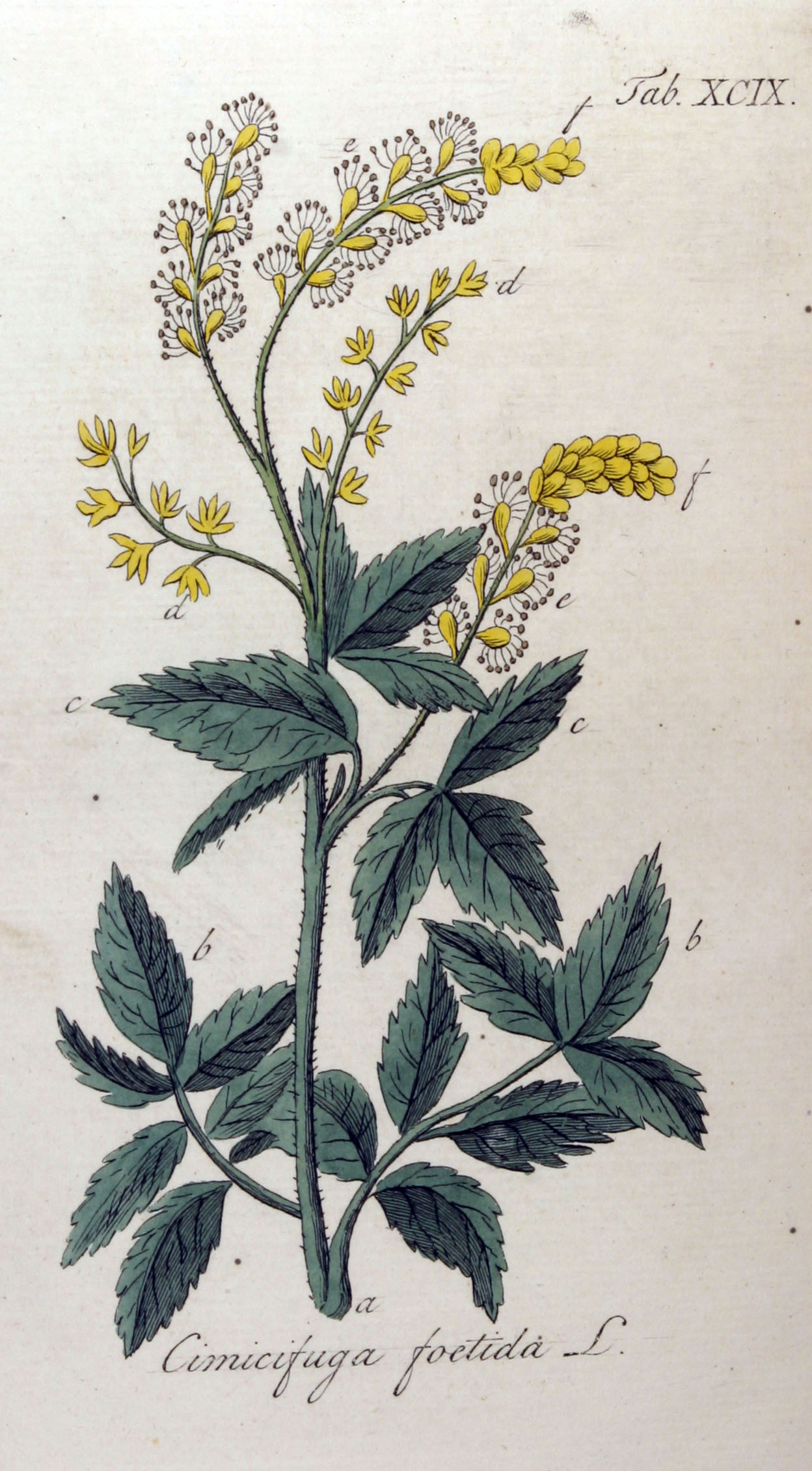

Это растение с неприятным запахом, с толстым недлинным корневищем, усаженным жёсткими мочками. Стебель прямостоячий, неветвистый, 90—220 см высотой, в верхней части вместе с листьями усаженный очень короткими волосками. Листья сложные дважды-, реже трижды-перистые, 15—40 см длиной и почти такой же ширины. Цветки мелкие зеленовато-белые, многочисленные, собранные в простую поникающую кисть длиной до 14 см. Формула цветка: {\displaystyle \ast K_{4-5}\;C_{4-10}\;A_{\infty }\;G_{2-8}}.
Плоды — листовки с 5—8 семенами.

## Распространение
Растёт по разреженным хвойным и берёзовым лесам, их окраинам, оврагам, лесным полянам, кустарникам и луговым склонам в Западной Сибири. На Алтае встречается от западных предгорий от озера Колывань и далее на юго-восток до подножий Теректинского и Катунского белков, особенно по долинам р. Катуни у с. Маймы, Муны, Узнези, Аноса, Теректы и в др. местах.

## Химический состав
В надземной части растения найдены алкалоиды, флавоноиды, эфирное масло с резким неприятным запахом, витамин C. Корневище содержит в небольших количествах гесперидиновую, салициловую, изоферуловую и метоксикоричную кислоты, дубильные вещества, сахар, следы алкалоидоподобных веществ, смолистые соединения — рацемозин и цимицифугин, жиры, глюкозиды неустановленной структуры, фитостерол и кислый сапонин (Ибрагимов, 1960).

## Использование в медицине
Клопогон вонючий официально используется в народной китайской медицине. В течение многих веков это растение применяют в Китае и Японии в качестве противоядия при укусах змей, противолихорадочного и общеукрепляющего средства, а также как средство, усиливающего родовую деятельность. Его издавна назначают при дисменорее (болезненных менструациях) и бронхиальной астме. Корневища этого растения назначают также при головных болях, связанных со спазмом сосудов, при поражениях слизистой оболочки полости рта (стоматите, афтах, гингивите, пародонтозе). Применяют порошок, жидкий экстракт, водный настой.
В народной медицине Монголии клопогон вонючий — Умхий жабой («бой — воздушный замок») применяется в виде порошков и инфузий (настоев) как болеутоляющее (при суставных болях) и жаропонижающее средство. Листья употреблялись при заболеваниях верхних дыхательных путей, эхинококке печени, абсцессах, лечении сибирской язвы, дифтерии гортани, различных ран и язв. Водный настой назначался при заболеваниях селезёнки и других внутренних органов.
В народной медицине России клопогон вонючий является универсальным лекарственным растением от всевозможных недугов. В среднем Поволжье и Марий Эл корень и свежий сок применяется при крапивнице, экземе, лишаях, при грибковых и золотушных струпьях (используются растёртые листья и отвар).
Особенно популярен клопогон под названием «душной корень» в народной медицине Западной Сибири. Водную настойку корневищ принимали при гипертонической болезни, как успокаивающее нервную систему и восстанавливающее сон средство, при истерии и невралгии, при сердечной астме, бронхите, простуде, малярии, для усиления работы пищеварительных желез и как родовспомогательное средство.
На Алтае настой корневищ принимали при повышенном кровяном давлении, сифилисе, гонорее, при воспалении и увеличении лимфатических желёз. По опросным данным старожилов сёл Усть-Сёмы и Чемала душной корень отвар корневищ успешно применяли при раке матки и грудных желёз. Отвар и настой корневищ принимали при головной и зубной боли, а также как общеукрепляющее средство при старческой слабости и одряхлении. Свежими листьями обертывали больные суставы при ревматизме и артритах, а свежий сок ещё и пили при кожных болезнях и делали примочки при золотухе.